# Blücher (nehézcirkáló)
A Blücher volt a Kriegsmarine második Admiral Hipper-osztályú nehézcirkálója, melyet már a nemzetiszocialista hatalomátvétel után kezdtek építeni. A nevét Gebhard Leberecht von Blücher porosz tábornagy után kapta, illetve hasonlóan a többi háború után épült német cirkálóhoz egy az első világháború idején harcban odaveszett hadihajó, ez esetben a doggerbanki csatában elsüllyedt Blücher páncélos cirkáló után. A gerincét 1935. augusztusában fektették le és 1937 júliusában bocsátották vízre az elkészült hajótestet. A hajó teljesen 1939 szeptemberére készült el, röviddel a második világháború kitörése után. Egy sor próbajárat és hadgyakorlat teljesítése után 1940. április 5-én jelentették szolgálatra késznek. A fő tűzérsége nyolc darab 20,3 cm űrméretű ágyúból állt, és bár a vízkiszorítása névlegesen nem haladta meg az angol-német tengerészeti egyezmény által megszabott 10 000 tonnás korlátot, az valójában túllépte a 16 000 tonnát is.
A tervezett próbajáratinak végezte előtt egy hónappal, 1940 áprilisában beosztották a Norvégia invázióját végrehajtó haderőhöz. A Blücher lett az 5. hadihajócsoportot (Kriegsschiffgruppe 5) irányító Oskar Kummetz ellentengernagy zászlóshajója. Ennek a flottillának az volt a feladata, hogy április 8-án éjjel az Oslo-fjordba behatolva partra tegye a norvég fővárost, Oslót megszálló csapatokat. A hadművelet közben az Oscarsborg erőd két 28 cm-es lövege kis távolságból tüzet nyitott a Blücherre két találatot elérve rajta, és más ütegek kisebb űrméretű fegyverei is kárt okoztak benne, majd az erőd torpedóütegének két torpedója találta el a nehézcirkálót, súlyos károkat okozva benne. A fedélzetének közepén keletkezett nagy tüzet nem tudták megfékezni, és az elérte az egyik légvédelmi ágyújának a lőszerraktárát, ami nagy detonációval robbant fel. A tűz innen az üzemanyagtartályok felé terjedt tovább. A süllyedő Blücher ezután felborult és elsüllyedt, több száz embert magával rántva a mélybe.
A hajó roncsa az Oslo-fjord mélyén nyugszik. 2016-ban háborús emlékművé nyilvánították, hogy megvédjék a fosztogatóktól. Számos tárgyat felszínre hoztak a roncsról, köztük az egyik Arado 196 típusú hidroplánját, amire az egyik olyan művelet során került sor, mikor szivárgó üzemanyagát szivattyúzták ki 1994-ben.

## Technikai adatok
Az Admiral Hipper-osztályú nehézcirkáló megrendelésére a nemzetiszocialista hatalomátvétel után került sor. A paraméterei túlléptek a versailles-i békeszerződés által szabott korlátokon. Az 1935-ben megköttetett angol–német flottaegyezmény megteremtette a jogi alapot Németország tengeri újrafegyverkezéséhez. A szerződés értelmében Németország öt 10 000 t vízkiszorítású cirkálót építhetett. Bár hivatalosan megfeleltek ennek a követelménynek, valójában azonban jelentősen túllépték ezeket a korlátokat is.

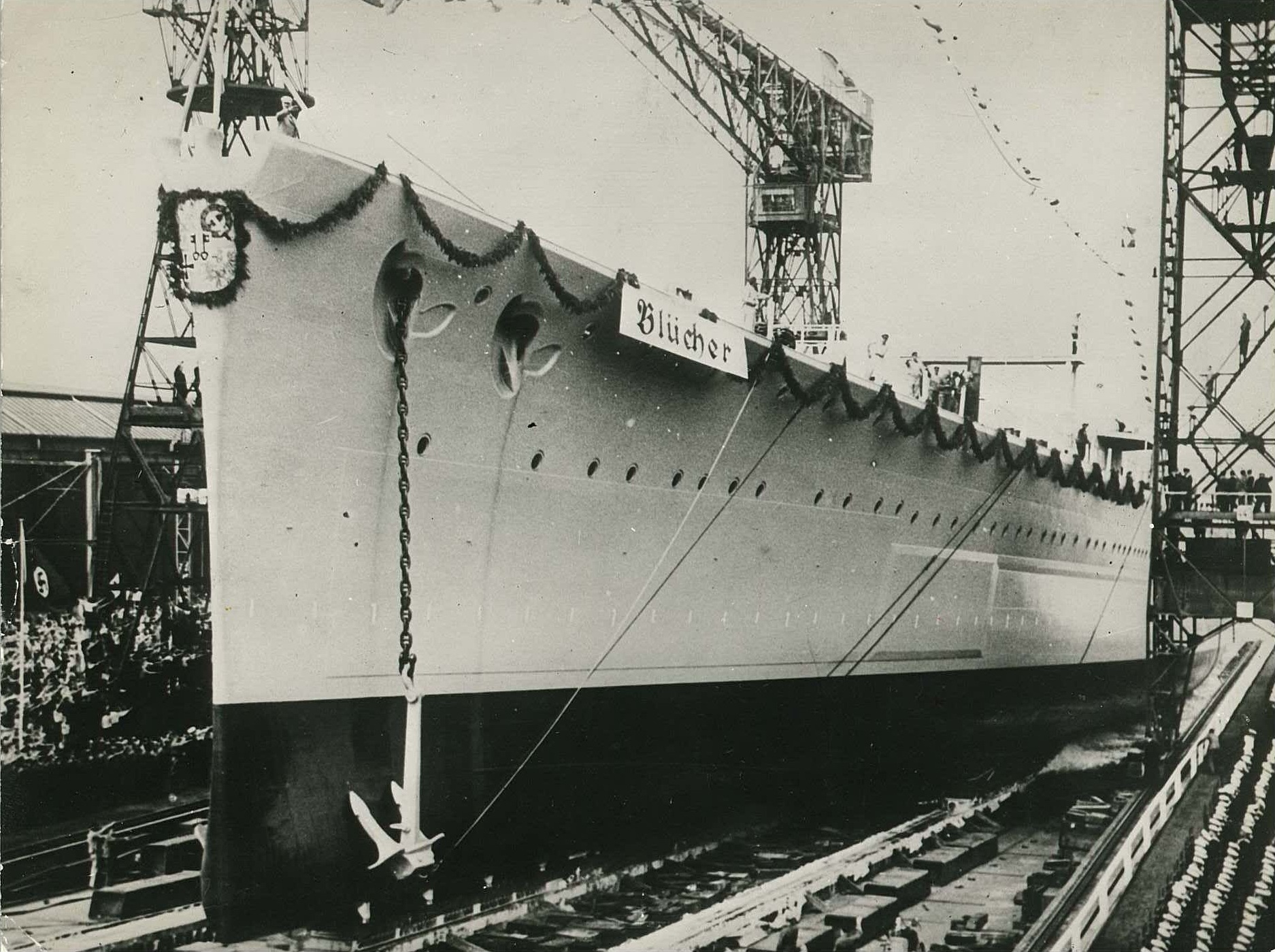
A Blücher vízrebocsátása Kielben (1937. június 8.)

A nehézcirkáló teljes hosszúsága 202,8 m, szélessége 21,3 m, merülése 7,74 m volt. A konstrukciós vízkiszorítása 16 170 t, teljes terhelés mellett 18 200 t volt. Meghajtásáról három Blohm & Voss gőzturbina gondoskodott, melyeket 12 magasnyomású, olajtüzelésű gőzkazán látott el gőzzel. A gőzturbinák együttesen 132 000 LE teljesítményt adtak le, amivel 32 csomós csúcssebességet tudott elérni. Eredetileg 42 tiszt és 1340 sorállományú teljesített rajta szolgálatot.
Az Blücher fő fegyverzetét 8 darab 20,3 cm űrméretű, 60-as kaliberhosszúságú (L/60) hajóágyú adta (20,3 cm SK C/34), melyek négy lövegtoronyban kaptak helyet kettesével, két-két tornyot a felépítmények előtt és mögött elhelyezve. A légvédelmi tüzérségét 12 darab 10,5 cm űrméretű löveg (L/65), 12 darab 3,7 cm-es illetve 8 darab 2 cm-es gépágyú adta. Rendelkezett 12 darab torpedóvető csővel, melyek négy darab három csővel rendelkező talpazatokon kaptak helyet. Ezek mind a felső fedélzeten voltak elhelyezve a légvédelmi ágyúk távmérőinek közelében.
Az övpáncélzata 70–80 mm, a felső fedélzete 12–30 mm, a fő páncélfedélzete 20–50 mm vastag volt. A lövegtornyainak homloklemeze 105 mm, oldallemezeinek vastagsága 70 mm volt. A hajó legvastagabb páncéllemezei a parancsnoki torony 150 mm vastag oldallemezei voltak, ezeket vízszintesen 50 mm-es páncéllemezek zárták felül. A cirkáló három Arado 196 típusú hidroplánt szállíthatott, és ezek felbocsátásához rendelkezett egy katapulttal, de a fedélzeten soha nem volt kettőnél több repülőgép. Útban Oslo felé az egyiknek a katapulton kellett állnia, mivel az egyik hangárt bombák és torpedók tárolására használták.

## Szolgálata

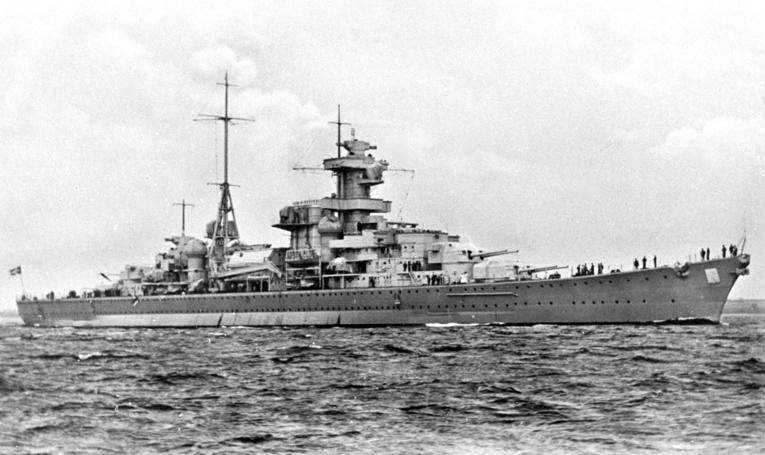
A Blücher az „Atlantikbuggal”, de még a régi kéménysapkával

A Kriegsmarine a kieli Deutsche Werke hajógyártól rendelte meg a Blüchert Kreuzer G átmeneti megjelöléssel. A hajógerincét 1935. augusztus 15-én fektették le 246-os konstrukciós számmal. Vízrebocsátására 1937. június 8-án került sor, a keresztelésekor Conrad Albrecht tengernagy, a balti-tengeri haditengerészeti állomáshely (Marinestation der Ostsee) parancsnoka mondott beszédet, a keresztelést pedig Alexander Erdmann fregattkapitánynak, a doggerbanki csatában odaveszett Blücher páncélos cirkáló parancsnokának özvegye végezte. Eredetileg a Blüchert szánták az osztály névadó egységének, de az építése jelentős késedelmet szenvedett, és mivel így a Hipper négy hónappal korábban már vízre lett bocsátva, az után nevezték el az osztályt. A vízrebocsátást követően bő két évvel később végeztek teljesen az építésével. Megépítésekor a hajó egyenes (közel függőleges) orrkiképzést kapott, amit a vízrebocsátása után, még a szolgálatba állítása előtt, a klipperekére emlékeztető Atlantikbugra cseréltek, ezzel pedig a hosszúsága 205,90 méter (675,5 ft)-re módosult, és egy döntött kialakítású kéménysapkával is ellátták.
A német flotta állományába 1939. szeptember 20-án vették fel, parancsnoka Heinrich Woldag sorhajókapitány lett, aki az elsüllyedéséig ellátta ezt a tisztséget.
A Blücher számára 1939 novemberének nagy része a felszerelésével és további javítások befejezésével telt. A hónap végére készen állt a próbajáratainak megkezdésére, amihez Gotenhafenből futott ki a Balti-tengerre. Próbajáratokat teljesített december közepéig, ami után visszatért Kielbe a végső módosítások elvégzéséhez. 1940 januárjában folytatta a Balti-tengeren a próbajáratokat, de a hónap közepétől az erős jégképződés miatt kikötőben kellett maradnia. Teljes hadrafoghatóságát május 3-ra vélték elérhetőnek, de a Norvégia megszállását célzó hadműveletek miatt egy hónappal korábban, április 5-én bevetésre alkalmasnak nyilvánították, és beosztották a Weserübung hadműveletben részt vevő haderőhöz. Április 7-én a nehéztüzérség, a harci szolgálat és a kármentesítés személyi állományának kiképzésbeli hiányosságaira írásban hívták fel a haditengerészet főparancsnokságának (OKM) figyelmét.

### A Weserübung hadművelet

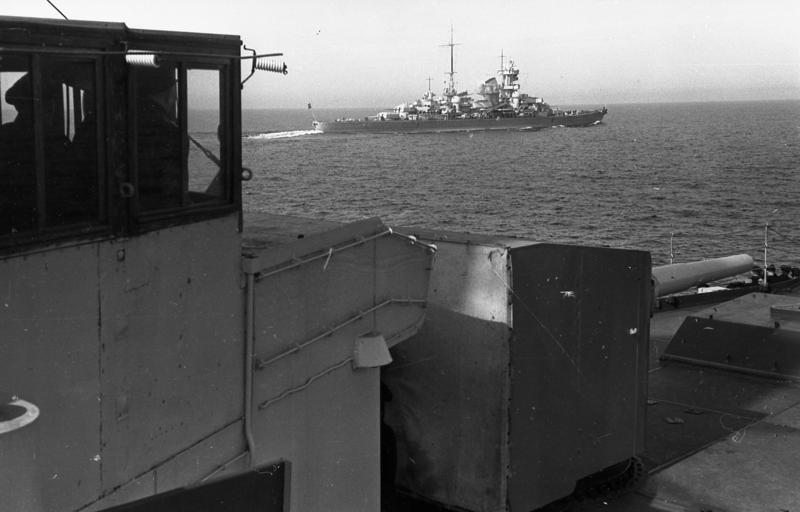
A Blücher útban Norvégia felé az Emden könnyűcirkálóról fényképezve

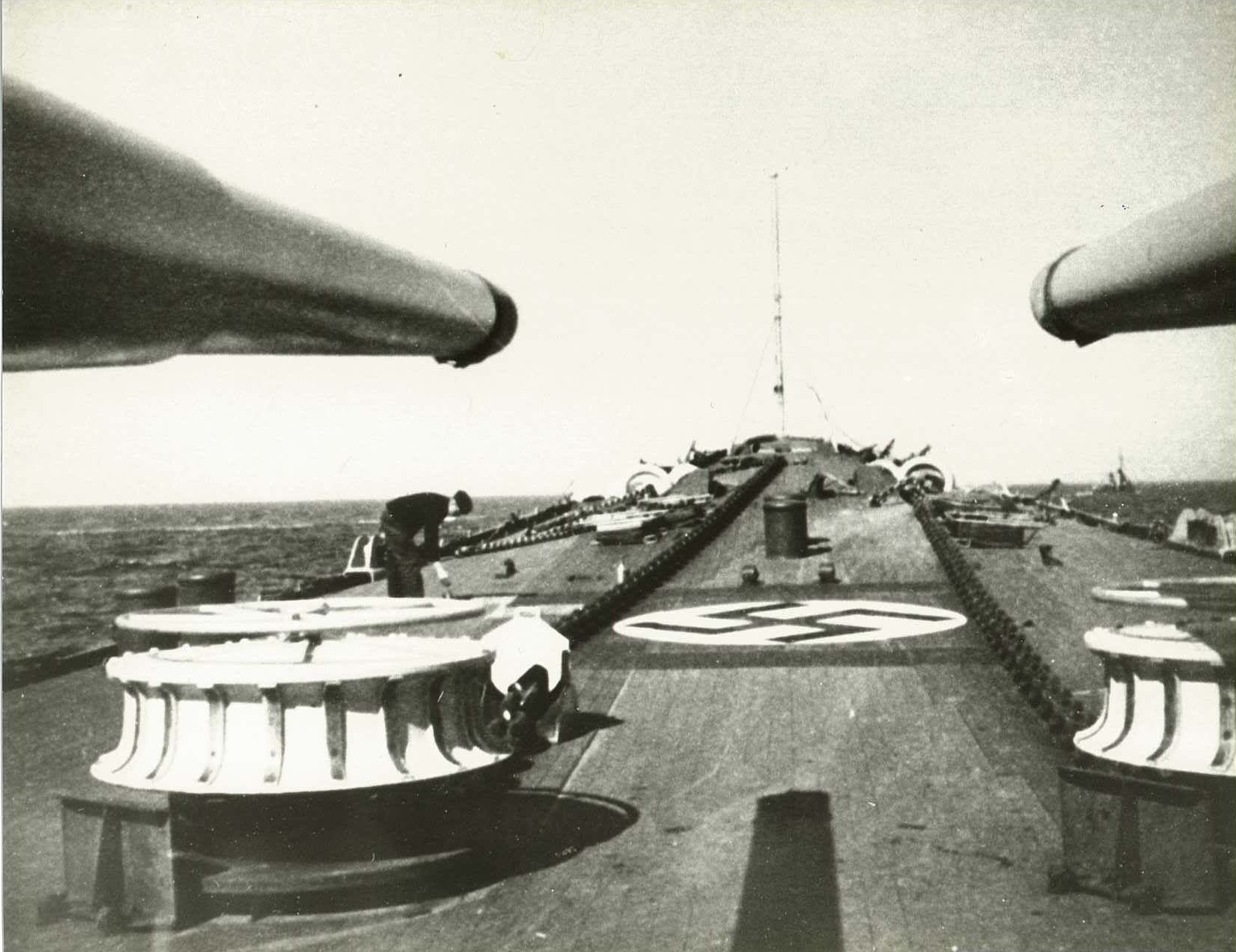
A hajóorr az ’Anton’ lövegtorony elől fényképezve

1940. április 5-én Oskar Kummetz ellentengernagy érkezett a Swinemündében horgonyzó hajó fedélzetére, majd a 163. gyalogsági hadosztály 800 fős különítménye is a hajóra érkezett néhány közigazgatási szakértővel együtt. Utóbbiaknak a megszállás alá kerülő norvég főváros igazgatását kellett átvenniük. Álcázási okokból a katonák számára nem biztosítottak külön mentőmellényeket, de a kifutás előtti nap még 10-12 darab, mérettől függően 15-40 fő elhelyezésére alkalmas mentőtutajt („mentőszigetet”) helyeztek el a fedélzeten.

#### Az út az Oslo-fjordig
Április 8-án a Blücher kifutott Norvégia irányába az Oslo elfoglalására kijelölt kötelék, az 5. hadihajócsoport (Kriegsschiffgruppe 5) zászlóshajójaként. A csoporthoz két másik cirkáló, a Lützow nehézcirkáló és az Emden könnyűcirkáló, három torpedónaszád (Möwe, Kondor, Albatros) és nyolc aknaszedő (R-Boot) tartozott. A délelőtt folyamán első ízben tartották meg a Blücheren a harci riadó-gyakorlatot. A Triton brit tengeralattjáró észlelte a német konvojt a Kattegat és a Skagerrak vizein, és 19:00-kor egy torpedósorozatot lőtt ki rájuk, de a németek észlelték, és sikeresen kikerülték a torpedókat folytatva a küldetésüket.
Sötétedéskor a kötelék hajói sorba rendeződtek, és a Blücher a következő üzenetet közölte a többi hajóval:
„A feladat Norvégia békés megszállása. Keresőfények és egyetlen lövés leadása még nem jogosítanak fel a fegyverhasználatra. Csak ha az ellenség éles lőszerrel lő, szabad fegyverhasználattal élni.”
21:00-kor a hajókon bevonták a hadilobogót, 24:00-ra pedig harci riadót rendeltek el a hajókon a norvég partokhoz közelítve. Norvég idő szerint röviddel 23:00 (00:00 KEI) után a Pol III járőrhajó észlelte a német hajókat és morzejeleket küldve megvilágította azokat. Az elfogására az Albatros torpedónaszádot küldték ki, mely megpróbált mellé kerülve katonákat átjuttatni rá, mire a norvég hajó belerohant. A torpedónaszád hosszas manőverezés után tüzet nyitott, é a Pol III-at lángra lobbantotta, de előtte a norvég járőrnaszád le tudott adni egy vészjelzést arról, hogy ismeretlen hadihajók támadást indítottak ellene. A norvég túlélőket az Albatros fogságba ejtette.
23:30-kor norvég idő szerint a fjord bejáratának keleti felén, a Rauøy szigeten lévő déli üteg keresőfénye megvilágította a német köteléket és két figyelmeztető lövést adott le. Öt perccel később az üteg lövegei öt lövést adtak le a közeledő németekre, de a párás levegő okozta rossz látási körülmények miatt találatot nem értek el. A fjord nyugati oldalán, Bolærnénél lévő üteg 23:32-kor csak egyetlen lövést adott le. Még mielőtt a Blüchert ismét célba vehették volna, az már ezeknek a partvédelmi lövegeknek a szektorán kívülre jutott, és 23:35 után már látótávolságon kívülre is kerültek a német hajók.
A német flottilla 12 csomós sebességgel haladt tovább. Norvég idő szerint röviddel éjfél után (01:00+ KEI) a parancsnokló norvég tengernagy az összes világítótorony és a navigációt segítő egyéb fények leoltására adott parancsot a norvég rádióban. 00:30 és 02:00 között a flottilla megállt és a partraszálló különítményből 150 főt átszállítottak az R 17 és R 21 kísérőhajókra (az Emdenről) valamint az R 18 és R 19  kísérőhajókra a Blücherről.
Kummetz ellentengernagy ezt követően vitába keveredett Woldag sorhajókapitánnyal a köteléknek megszabandó sebességen, és Woldag ellenkezése ellenére a tengernagy egy kifejezetten lassú sebességet, 7 csomót határozott meg, amivel a sötétben biztonságban haladhattak az erősen védett Dröbaki-szorosig (Drøbaksund), amit így hajnalban értek volna el. Röviddel a szoros elérése előtt pedig 12 csomós sebességet kellett az utasítás szerint felvenni. Ez az intézkedés végül jelentősen megkönnyítette a hajó megsemmisítését a norvégok számára.

#### A dröbaksundi csata

Az Oslo-fjord

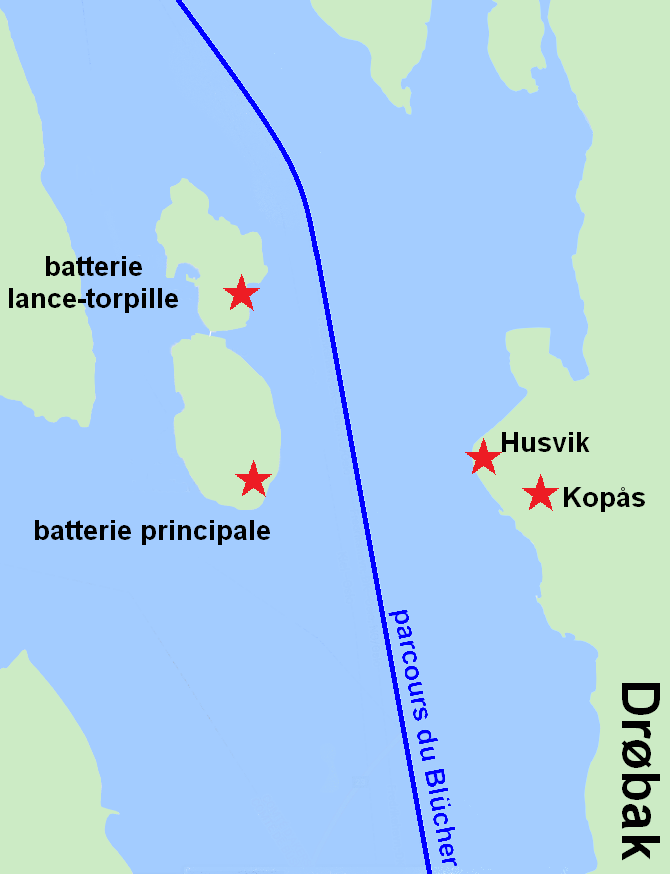
A Dröbaki-szoros erődítményei a cirkáló tervezett útvonalával

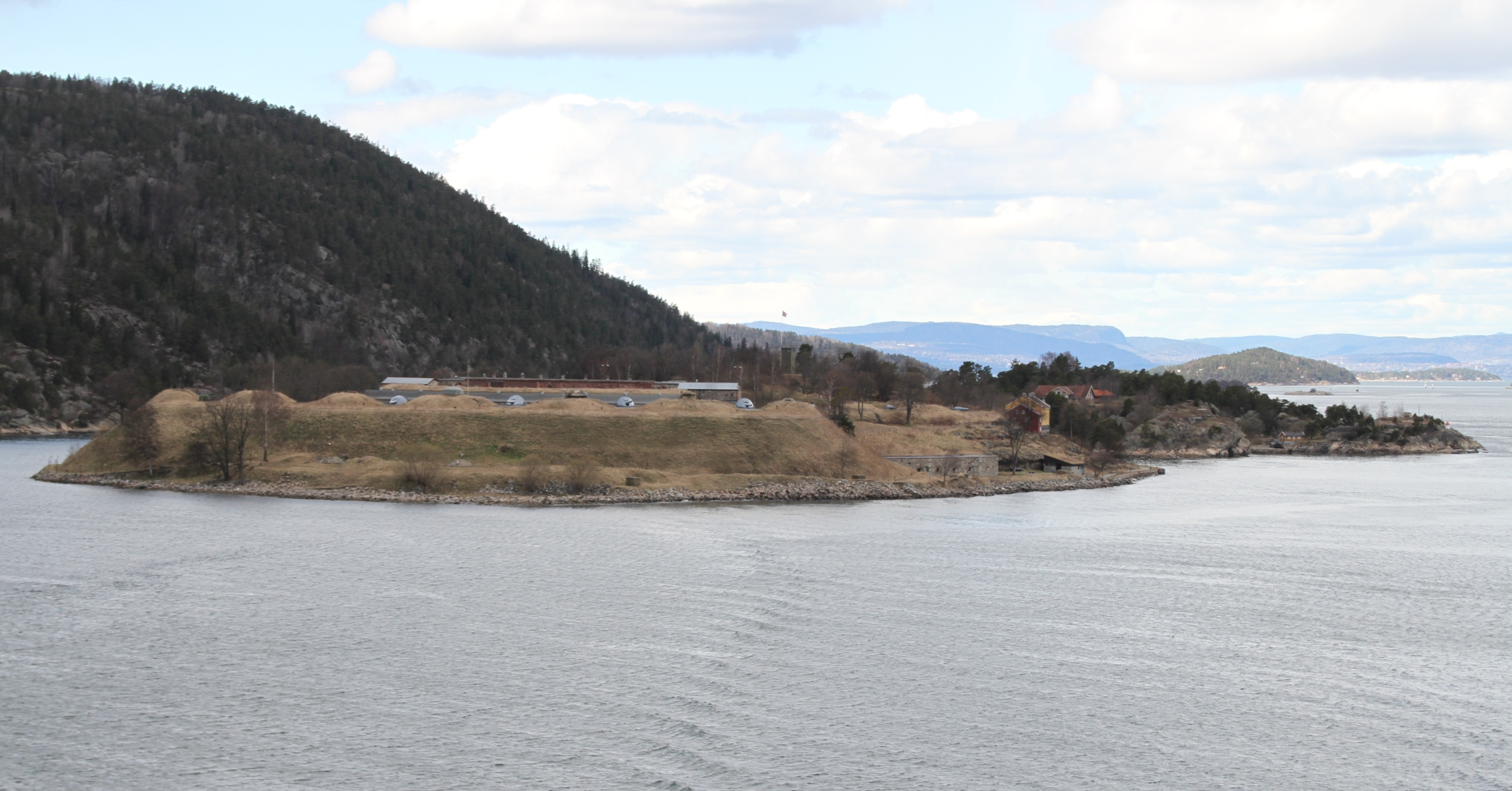
Az Oscarsborg erőd délnek néző nehézágyúi (kinagyítva felismerhetőek)

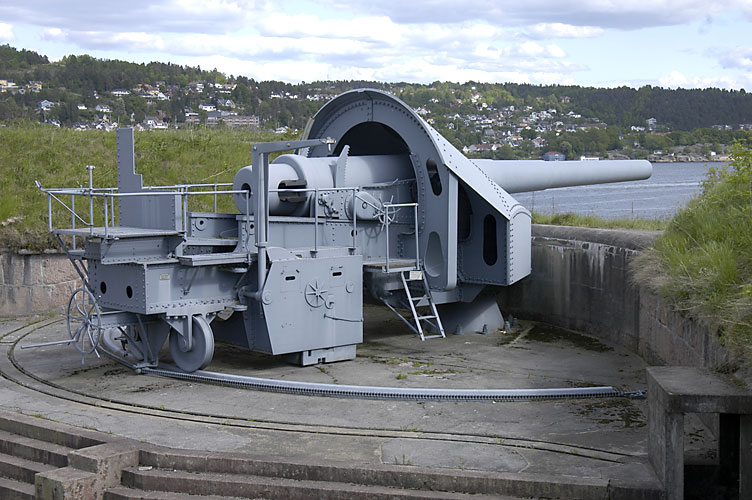
Az Oscarsborg erőd három, a Krupp által még 1893-ban leszállított 28 cm űrméretű lövegének egyike

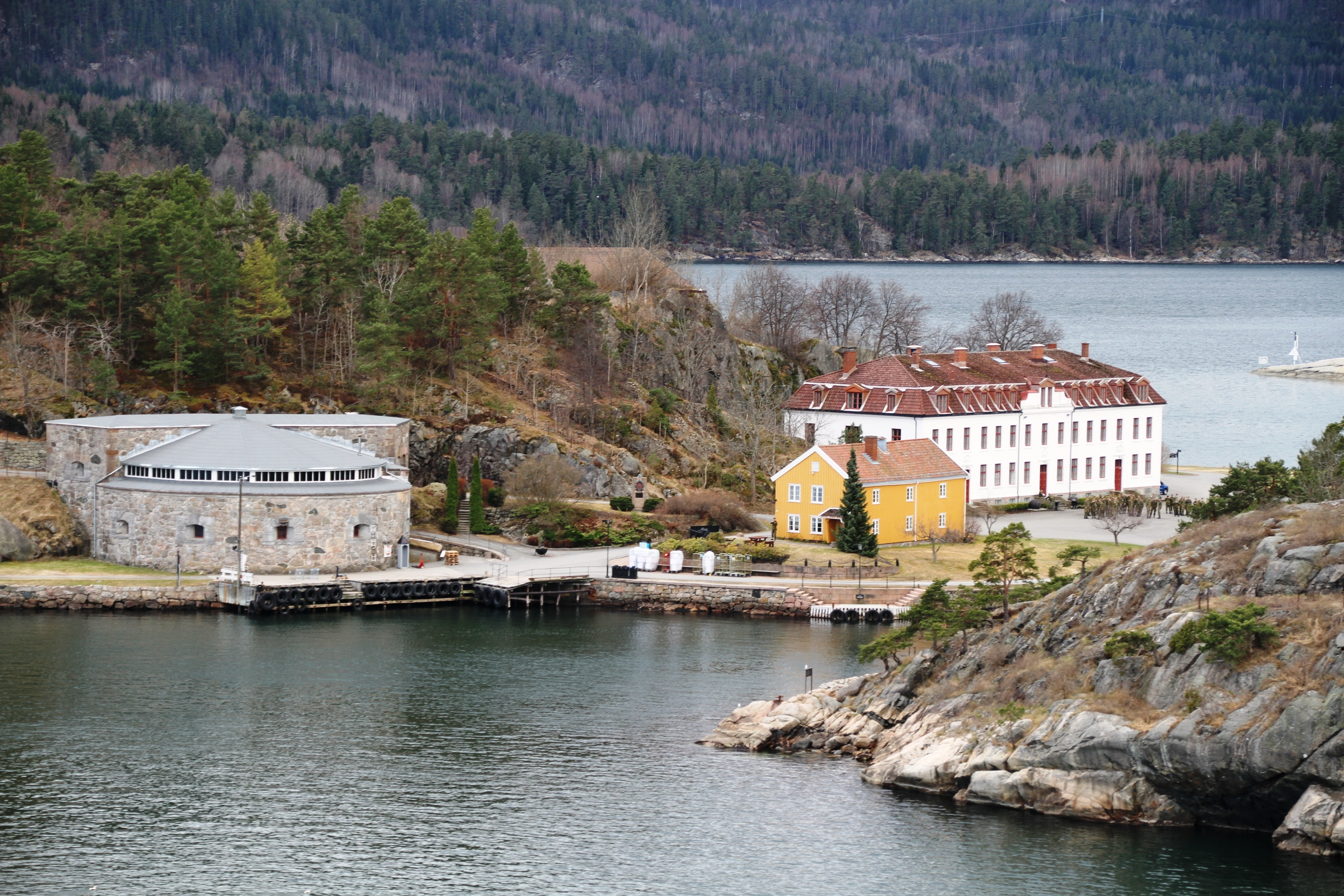
Az Oscarsborg erőd hadikikötője északkeletről fényképezve (2013. április), a kép jobb alsó részén a sziklák alatt voltak az álcázott torpedóvető csövek

##### A partvédelmi tüzérség okozta károk
Az aknaszedők (Räumbootok) feladata az volt, hogy intézzenek támadást Rauøy, Bolærne és a haditengerészeti támaszpontként funkcionáló Horten ellen. A meglepetés előnyének nyilvánvaló elveszítése ellenére a Blücher tovább haladt a fjordban, hogy az eredeti ütemtervnek megfelelően hajnalra elérje Oslót. 04:20-kor (05:20 KEI) ért a kötelék a fjord legkeskenyebb részéhez, a Dröbaki-szoroshoz, ahol a norvégok keresőfényekkel ismét megvilágították, majd 04:21-kor az Oscarsborg erőd Déli-Kaholmen-szigeten lévő 28 cm-es (L/35) lövegei tüzet nyitottak rá kis távolságból. A Krupp által fél évszázaddal korábban leszállított három ágyú közül csak kettőhöz tudtak kiállítani kezelőszemélyzetet, és a lassú utántöltésük miatt csak egy-egy lövést adtak el, de a kis távolság miatt mind a két lövedék eltalálta a Blüchert annak bal oldalán.
Az első magasan a híd felett érte alulról becsapódva a légvédelmi tüzérség parancsnokának harcálláspontjába. A toronyárbóc tetején lévő fő távmérő is tönkrement a találat következtében, de a Blüchernek még maradt négy távmérője. A második tüzértiszt és több társa elesett a találat következtében.
A második 28 cm-es lövedék alacsonyabb pályán érkezve a repülőgéphangár közelében csapódott be és nagy tüzet okozott. A lángok felrobbantották a gyalogság számára a hangárban tárolt robbanószereket, ami megakadályozta az oltási munkálatok végzését. A robbanás a két hidroplánt is lángra lobbantotta, az egyiket a katapulton, a másikat az egyik hangárban. A lángok szétterjedését segítette, hogy a katapulton álló hidroplán benzintankjában 40 liter üzemanyagot hagytak, ami ekkor lángra kapott. A bal oldali III-as számú 10,5 cm-es légvédelmi ágyútalp lövegeit is kiiktatta ez a találat. A robbanás valószínűleg átütötte a páncélfedélzetet az 1-es számú turbinaterem felett. Az 1-es számú turbina és a 3-as számú generátorterem leállt gőz hiányában, és csak a 2/3-as számú turbinákhoz tartozó külső tengelyek maradtak működőképesek.
A németek a nehéztüzérségük kivételével viszonozták a tüzet, de hatástalanul, mivel a közben párássá váló levegő miatt a partvonalat is nehezen tudták kivenni és így azt sem tudták megállapítani, hogy honnan tartják őket tűz alatt. Az ellenséges tűzbe került nehézcirkáló hajtóműveit a legnagyobb fordulatszámra kapcsolták, hogy minél előbb maga mögött hagyhassa a norvég nehézágyúkat.
Röviddel a 28-asok után a keleti parton Drøbaknál lévő kopåsi üteg három 15 cm űrméretű ágyúja is tüzet nyitott közel 400 méter távolságból a Blücher jobb oldalán, és az innen valamivel északabbra, a husviki ütegnek a parton felállított két 57 mm-es ágyúja is. A 15 cm-es ágyúkkal 13 lövést adtak le és nagy pusztítást okoztak a fedélzeten, míg az 57 mm-esekkel főként a légvédelmi lövegeket vették célba, hogy megakadályozzák őket a tüzükben, és 30 lövést adtak le velük, de még mielőtt a cirkáló a part magasságába ért volna, az 57-es ágyúkat a kezelőszemélyzetük elhagyta az őket a légvédelmi gépágyúkból érő heves tűz miatt. Az üteg fő épülete a németek tüzében megsemmisült, de a norvégokat nem érte személyi sérülés. Ahogy a Blücher belépett a Kopås és a Kaholmen szigeten lévő fő partvédelmi üteg közötti szorosba, a kopåsi üteg a tüzét a Blücherről az utána haladó Lützow-ra tette át, melyen több találatot is elért.
Karl Thannemann főgépész a jelentésében azt írta, hogy a Blüchert a találatok a Drøbaknál lévő ágyúktól érték, melyek a jobb oldaláról tüzeltek rá, és a IV. és a X. szekció közötti 75 méteren érték mind a hajó közepét, a  ’B’ és a ’C’ jelű lövegtornyok között. Az összes sérülés azonban a bal oldalán keletkezett, mivel a három 15 cm-es ágyúból kettő magasan egy domb oldalában volt elhelyezve, így a hajó túloldalát is elérhették, és itt is érték el a találataikat. Az újabb találatoktól a légvédelmi tüzérség ’B’ jelű tűzvezető állása és a bal oldali I-es 10,5 cm-es lövegek harcképtelenné váltak. Ennek a lövegtalpa alatt felszakadt a hajó oldala kifelé szétnyílva, és nagy lángok csaptak ki innen. A mellette lévő torpedóvető csövek munkatermének helyén nagy lyuk keletkezett.

##### A torpedótalálatok

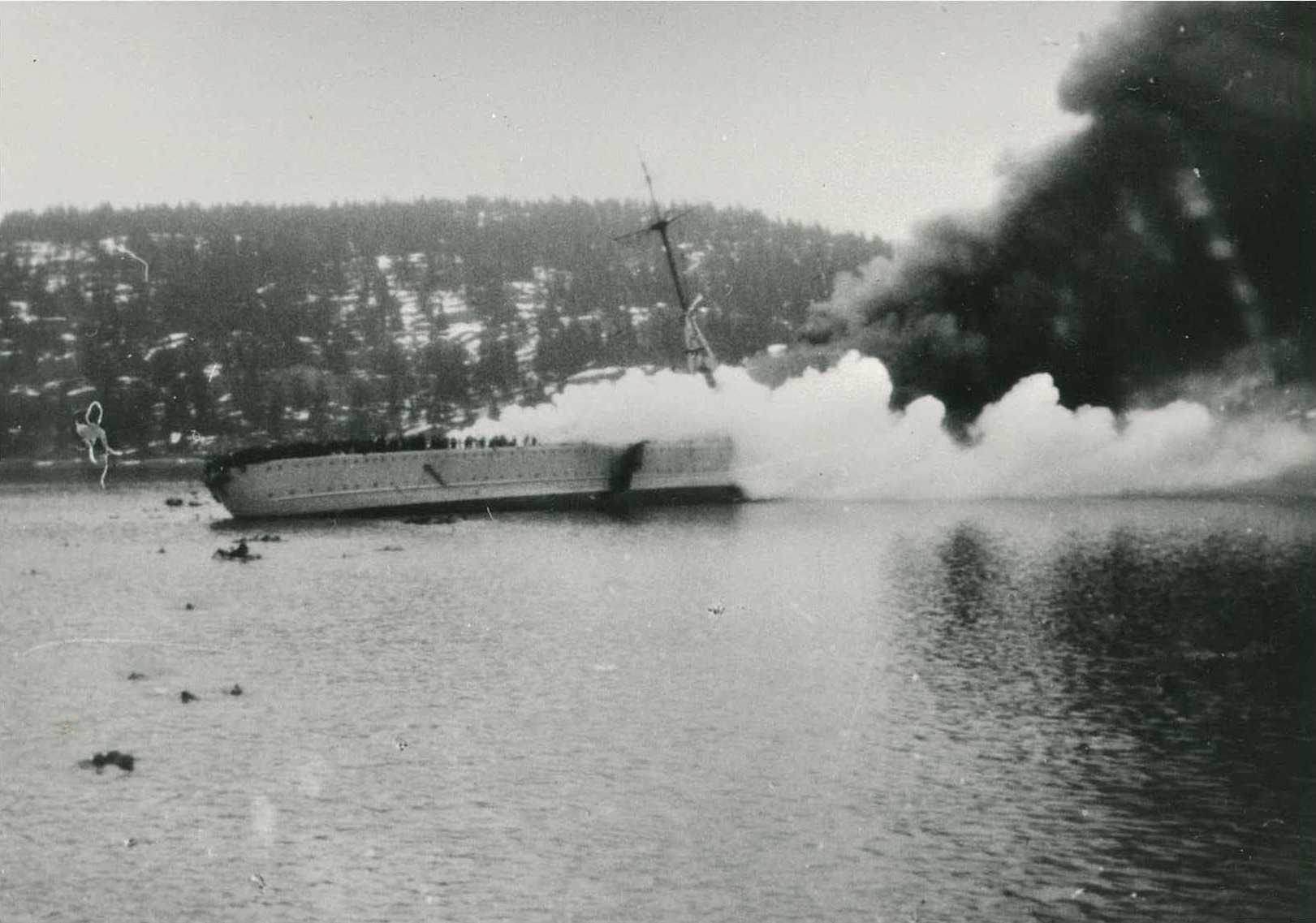
A lángokban álló Blücher süllyedőben

Az ágyúktól elszenvedett egyik első találat tönkretette a hajóhidat a géptermekkel és a kormányművel összekötő telegráfokat, és mivel a kormánylapát bal oldali állásban volt ekkor épp, a hajó ebbe az irányba kezdett kanyarodni. A Blücher épp ekkor hagyta el a Drøbakgrunnent (a Drøbak melletti sekély vizeket). Ezután az I-es részleg kormánylapát-telegráfjából közvetítették a parancsokat a kormányosoknak, a géptermekkel pedig szócsöveken keresztül vették fel a kapcsolatot. Woldag sorhajókapitány a jobb oldali hajtóműveket leállíttatta, majd teljes gőzzel való gyorsítást rendelt el, hogy az Oscarsborg erőd létesítményeinek otthont adó Kaholmen-szigeteket gyorsan maga mögött hagyja. Azonban amint a fő ágyúütegtől 500 méterrel északabbra az Északi-Kaholmen-sziget mellé ért, 04:34-kor (05:34 KEI) az erődkomplexumnak a németek számára nem ismert ütegének, az Északi-Kaholmen-sziget keleti oldalán álcázva elhelyezett (sziklába vájt) torpedóütegnek két – még az Osztrák–Magyar Monarchiától beszerzett – torpedója találta el a hajó bal oldalát kis távolságból.
Kummetz ellentengernagy jelentése szerint az első torpedó a 2-es számú kazánteremnél érte a hajót, közvetlenül a kémény alatt, a második pedig a 2/3-as számozású turbinateremnél (a két oldalsó hajócsavar turbinaterménél) csapódott be. Az 1-es számú kazántermet már szétlőtték eddigre a partvédelmi lövegek. A Blüchernek már csak egy üzemképes kazánja maradt, de az 1-es és 2-es kazánokon és a 2/3-as turbinatermen áthaladó gőzvezetékek megrongálódtak, az 1-es számú turbina pedig veszített az erejéből.
A két vízvonal menti robbanásból a németek tévesen arra következtettek, hogy a térképeiken bejelölt aknazárra futottak rá. 3-4 perccel később a norvég lövegek elhallgattak, mivel a Blücher a kilövési szögükön kívülre került. A Blücher a Woldag által kiadott „teljes erővel előre” parancs következtében 15 csomóra gyorsított, és rövidesen a súlyosan sérült hajó áthatolt az ellenséges lövegek által pásztázható területen, így a legtöbb norvég ágyú már nem tudta célba venni. A kopåsi üteg 15 cm-es lövegei azonban mind nyitott állásokban voltak elhelyezve nagy kilövési szöggel, és a Blücher még lőtávolon belül volt számukra. Az üteg személyzete a tűzparancs kiadását kérte, de az erőd parancsnoka, Birger Eriksen ezredes ezt megtagadta azzal az indoklással, hogy „Az erőd eleget tett a rendeltetésének.”

##### Lehorgonyzás
Az ellenséges tűz elülte után Woldag is tüzet szüntess parancsot adott ki. Ez a légvédelmi lövegekhez pár perc késéssel jutott el a légvédelem fő irányítóközpontjának és a legtöbb parancstovábbító eszköz kiesése miatt. A hajó az elszenvedett találatok miatt 8-12 foknyira megdőlt, de a hídon ekkor még senki nem gondolt arra, hogy a hajót az elsüllyedés fenyegetné.
A Blücher tovább haladt a hajózási útvonalon, az irányát a két oldalsó hajócsavarral korrigálták a bal oldalra való kitérés után. A főmérnök hamarosan jelentette, hogy a középső hajtómű meghibásodott, majd röviddel rá a gépészeti irányító központ a két szélső üzemképtelenségét is jelentette, amivel a hajó kormányozhatatlanná vált. Miután a főmérnök ezeket az információkat kiegészítve azt közölte, hogy a két szélső hajtóművet egy órán belül ismét üzemképessé tudják tenni, Woldag a hajó lehorgonyzása mellett döntött, hogy ne sodródjon neki addig se a partnak. A 60 méter mély vízben való lehorgonyzáshoz a jobb oldali horgonyt 175 méter hosszan engedték ki. A hajó partra futtatása nem került szóba a gépek várható gyors helyrehozatala miatt, egy rendes horgonyzóhelyen való lehorgonyzása pedig az ehhez szükséges erőforrások hiánya miatt nem volt megoldható. A partraszálló különítmény kihajózására sem nyílt lehetőség, mert a legfőbb feladat a hajó megmentése volt.

##### Kárelhárítási munkálatok
A hangárban és alatta több fedélzet mélységben nagy kiterjedésű tűz tombolt. Itt, és a jobb oldali elülső torpedóvető csőnél folyamatosan robbantak fel a kézifegyverlőszerek. A hajót bejáró első tiszt elmondása szerint a fedélzet alatt minden helyiségben szivattyúzták a vizet, a fedélzeten oltották a tüzeket. A hajó kéményéből és a fedélzet középső részéből sűrű, sötét füst gomolygott elő. A fedélzeten a tűz által fenyegetett lőszerkészleteket a tengerbe szórták, a készenléti lőszert ahol lehetett visszacipelték a lőszerraktárba.
A tűz oltásánál döntő tényezőnek bizonyult, hogy a fedélzeten futó slagok számos helyen megsérültek, de miután ezeket pótolni tudták, a fedélzet alatti szivattyúk – melyek közül több szintén megsérült – csak kevés vizet tudtak átnyomni rajtuk és hamarosan le is álltak. Hasonló okokból a habbal való oltás sem volt lehetséges. Több helyen Minimax-tűzoltókészülékeket helyeztek üzembe, melyek azonban az ilyen nagy kiterjedésű tűzzel szemben nem tudtak szemmel látható eredményt elérni. A közelgő partraszállás miatt több helyiségben a katonák egy csoportja a kézigránátok élesítésével volt elfoglalva, és ahogy a tűz elérte ezeket a helyiségeket, felrobbantotta a gránátokat, számos katona halálát okozva. Az első tiszt szerint a legénység nyugodtan és szakszerűen végezte a tűzoltást, de mivel ehhez nem rendelkezett megfelelő eszközökkel, a tűzfészkek folyamatosan terebélyesedtek.
A tűz oltására rendelték a nehézágyúk kezelőszemélyzetét is. A Möwe agyúnaszádnak azt a parancsot adták, hogy a Blücher szél felőli oldalára állva segítsen az oltásban, de az optikai jelekkel és rádión leadott jelzésekre nem reagált. A toronyárbóc felső részében lévő sebesülteket az oda vezető lépcsők ellövése miatt függőágyakon engedték le. A hangárban tárolt 50 kg-os bombák a tűzben felrobbantak, további súlyos károkat okozva. A tűz által fenyegetett jobb oldali hátsó torpedóvető csövekből kilőtték a torpedókat, melyek a sziklás partnak csapódva robbantak fel.

##### A hajó elsüllyedése

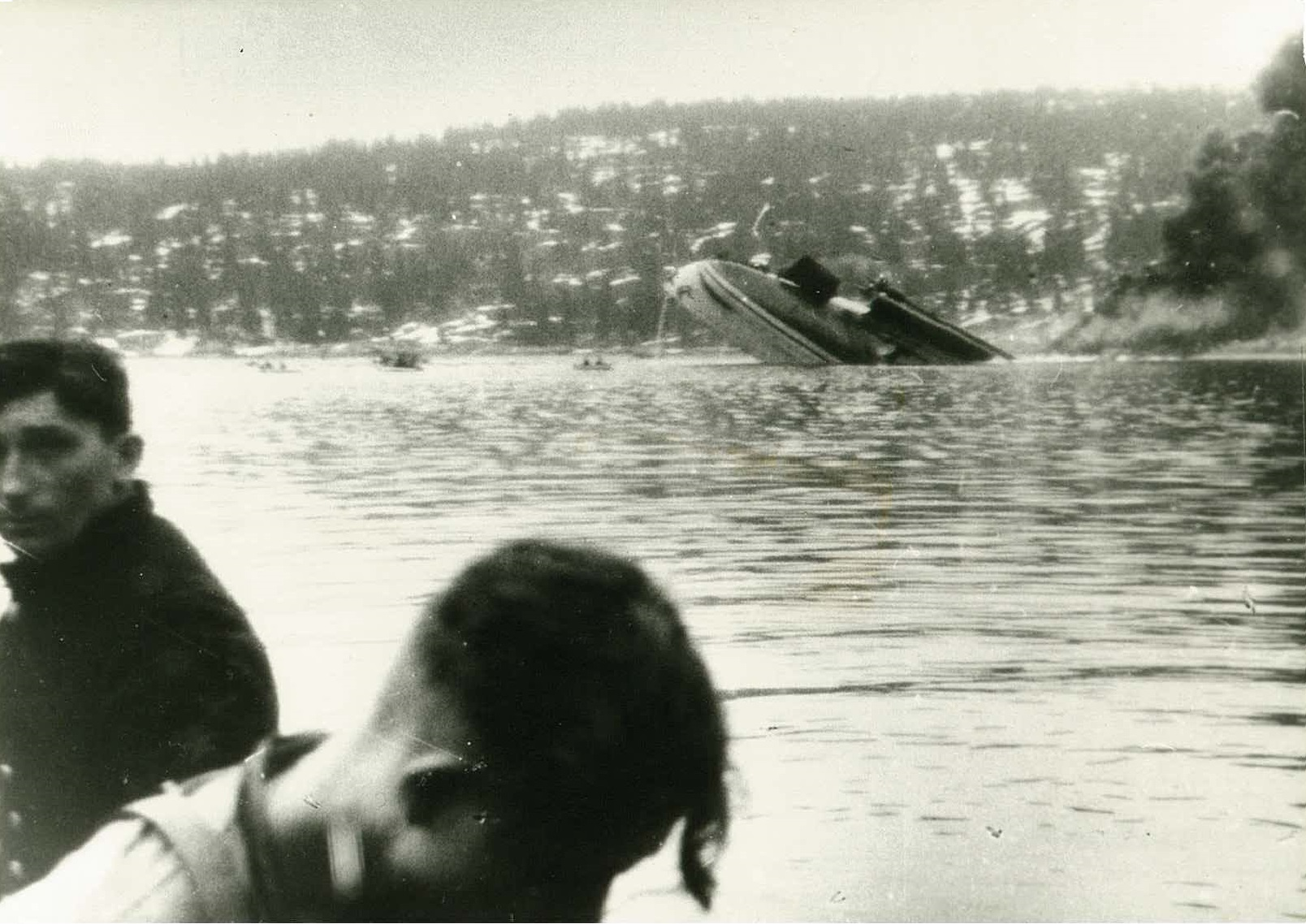
A süllyedés utolsó pillanatai

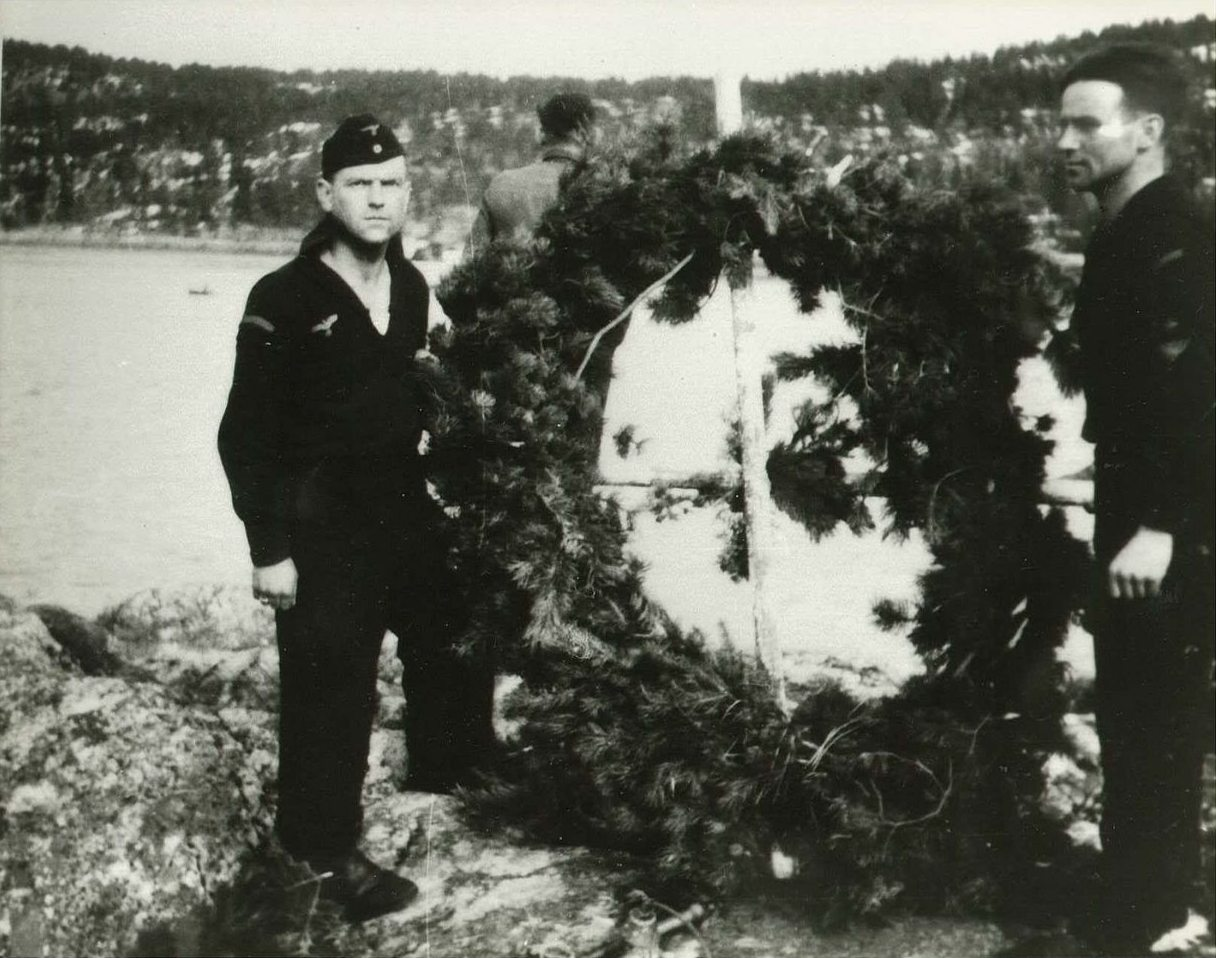
Koszorúzás a tragédia helyszínén

Közben a hajó 18 fokkal megdőlt már, ennek ellenére a parancsnok és az idősebb tisztek továbbra sem vélték úgy, hogy a hajó menthetetlen lenne, egészen 06:30-ig, mikor a 10,5 cm-es lövedékek VII/8.2 jelzésű – az 1-es és a 2/3-as turbinaterem közötti – lőszerraktára felrobbant egy az árbóccsúcsig felcsapó lángnyelvvel. Ennek a lőszerraktárnak a tengervízzel való oltása a szivattyúk teljesítményének alábbhagyása miatt nem sikerült. A detonáció a géptermek számos rekeszfalát felszakította, és lángra lobbantotta a hajó üzemanyagtartályait. A súlyosan sérült Blücher lassan tovább kezdett dőlni, mire kiadták a parancsot a hajó elhagyására való felkészülésre.
Ez a hajó első részén végigment, azonban a hajó közepén lévő nagy tűz nem tette lehetővé a kommunikációt a hátsó résszel, így oda nem jutott el a hídról kiadott parancs. Itt a főmérnök vette át a parancsnokságot az összeköttetés hiányában. A lövegtornyok személyzetéhez azonban itt is eljutott a parancs, valószínűleg azért, mert a nehéztüzérség kommunikációs csatornái még működtek. Mikor a hajó elhagyására felszólító parancsot kiadták, a hátsó részen még nem tűnt kilátástalannak a küzdelem a lángokkal, és tovább folytatták a védekezési munkálatokat, bár látható eredményt nem értek el a lőszerraktárrobbanás után.
Közben a jobb oldali első kuttert súlyos sérültekkel és két szanitéccel sikeresen leengedték. A bal oldali kuttert nem lehetett leengedni, mert teljesen szét lett lőve. A taton két dingit tettek vízre és megpróbáltak két motorcsónakot is vízre tenni, de a daruk működésképtelensége miatt ez nem sikerült. A felépítményekre és a mellvédekre felerősített, még ép „mentőszigeteket” is vízre tették, függőágyakat és edényeket készítettek elő. Woldag eközben kiadta a „Mindenki a fedélzetre” és a „Mentőmellényeket felölteni” parancsokat, azonban a korlátokra erősített mentőmellények nagy része eddigre már a tűz martalékává vált. A hajó tatja közelebb volt az Askenholmen szigethez (300 m), mint a keleti parthoz (400-500 m). Kísérletet tettek a horgonylánc eloldására, hogy ezzel a hajó közelebb sodródhasson a parthoz és így kevesebb időt kelljen az embereknek a jeges vízben tölteniük, de ez a próbálkozás nem járt sikerrel.
Mikor a hajó már 45 fokos szögben megdőlt, a taton is kiadták a parancsot a hajó elhagyására. A hajó bal oldalán az első tiszt felsorakoztatta a legénység elérhető részét, ahol a parancsnok rövid beszédet intézett hozzájuk, majd háromszoros hurrát vezényelt a Blücher cirkálóra, ezt követően pedig az első tiszt hasonlóan háromszoros hurrát vezényelt a hajó és a harccsoport parancsnokára. Közben egy jelzőőr felvonta a főárbóc csúcsára a hadilobogót. Hamarosan a bal oldali korlátok víz alá kerültek, a hajó közepénél fűtőolaj folyt ki a vízre, de ekkor még szerencsére nem kapott lángra.
06:00-kor (07:00 KEI) körül Woldag kiadta a parancsot a hajó elhagyására. A beszámolók szerint mind a tengerészek, mind a katonaság kiváló tartotta magát. Az úszni tudó tengerészek a mentőmellényeiket átadták a katonáknak, míg a teljes menetfelszerelésben a fedélzetre lépő katonáknak parancsba kellett adni, hogy a felszerelésüktől megváljanak a hajó elhagyása előtt. A sérülteket leszámítva mindenkinek úszva kellett megpróbálnia elérni a partot, ami a jeges víz miatt további emberveszteségekkel járt. A forró olaj sokaknak okozott sérüléseket. A kutternek a sebesültek partra tétele után vissza kellett volna térnie a hajóhoz, de a sziklás parton léket kapott, ezért maradnia kellett. Kummetz ellentengernagy, Woldag sorhajókapitány és annak tisztjei mind mentőmellény nélkül hagyták el a cirkálót a hajóorrnál. Nem sokkal ezután, 06:32-kor (07:32 KEI) a Blücher felvont lobogókkal átfordult, majd orral előre elsüllyedt, a tatját magasan kiemelve a vízből.
A korabeli német hivatalos iratok szerint a legénység 125 tagja veszítette életét. A tengernagyon és a hajóparancsnokon kívül 38 tiszt és 985 főnyi legénység élte túl a tragédiát. A szállított katonaság 195 tagja veszett oda, mintegy 600 katona maradt életben. Ezeket a veszteségi adatokat közölte Jürgen Rohwer is. Erich Gröner történész szerint a halottak száma nem ismert, Henrik Lunde az elesett katonák és tengerészek számát 600 és 1000 közé teszi.
A Blücher elvesztése és a Lützow-ban okozott károk az Oslo ellen küldött haderőt visszavonulásra késztették. A szárazföldi csapatokat a fjord keleti oldalán tették partra, és innen kezdték meg előrenyomulásukat. Az Oscarsborg erődöt a német csapatok április 10-én 09:00-kor foglalták el. Ezt követően a norvég főváros irányába indítottak támadást. Közben légi szállítású csapatok foglalták el az Oslo melletti Fornebu repülőteret, amivel teljessé tették a főváros bekerítését. Oslo április 10-én 14:00-re német kézbe került. A német 5. hadihajócsoport átmeneti visszavonulása lehetővé tette a norvég kormányzat és a királyi család fővárosból való elmenekülését.

## A hajó maradványai
A Blücher a Dröbaki-szoros mélyén pihen 64 méteres mélységben, délkeletre a kisméretű Askholmen szigettől. A hajócsavarjait 1953-ban eltávolították, és bár 1963 óta számos javaslat született a kiemelésére, de egyiket sem valósították meg. A tartályaiban 2670 m3 üzemanyaggal hagyta el Németországot, melynek egy részét felhasználta az útja során és valamennyi kifolyt az elsüllyedésekor, de azóta is szivárog belőle az olaj. 1991-re a szivárgás mértéke napi 50 literre nőtt, amivel már veszélyeztette a környezetet. A norvég kormányzat ezért úgy döntött, hogy amennyi üzemanyagot csak lehet eltávolíttat a roncsból. 1994 októberében a Rockwater AS vállalat búvárok segítségével 133 tartályra lyukakat furatott, melyeken keresztül 1000 t olajat távolítottak el, de 47 olajtartály elérhetetlennek bizonyult, és ezek még mindig tartalmaztak olajat. A felszínre hozott olajat tisztítási folyamatnak vetették alá és ezután értékesítették. A művelet keretében lehetőség nyílt arra, hogy a két hidroplánja közül az egyiknek a maradványait kiemeljék. A repülőgépvázat 1994. november 9-én hozták felszínre és a Stavanger közelében, Solában lévő Repüléstörténeti Múzeumban (Flyhistorisk Museum) állították ki. 2023-ig mintegy 1600 t olajat távolítottak már el a hajótestből, ami után már csak 20-30 t maradt vissza. Időnként a felszínen is észlelhető mennyiségben tovább szivárog.
A hajóroncsot 2016. június 16-án háborús emlékműnek nyilvánították és ennek megfelelő védelemben részesítik, de törvény szerint a Norvég Kulturális Hagyaték Igazgatósága is háborús sírhelyként védelemben részesíti. Ennek a célja az, hogy megóvják a fosztogatóktól.

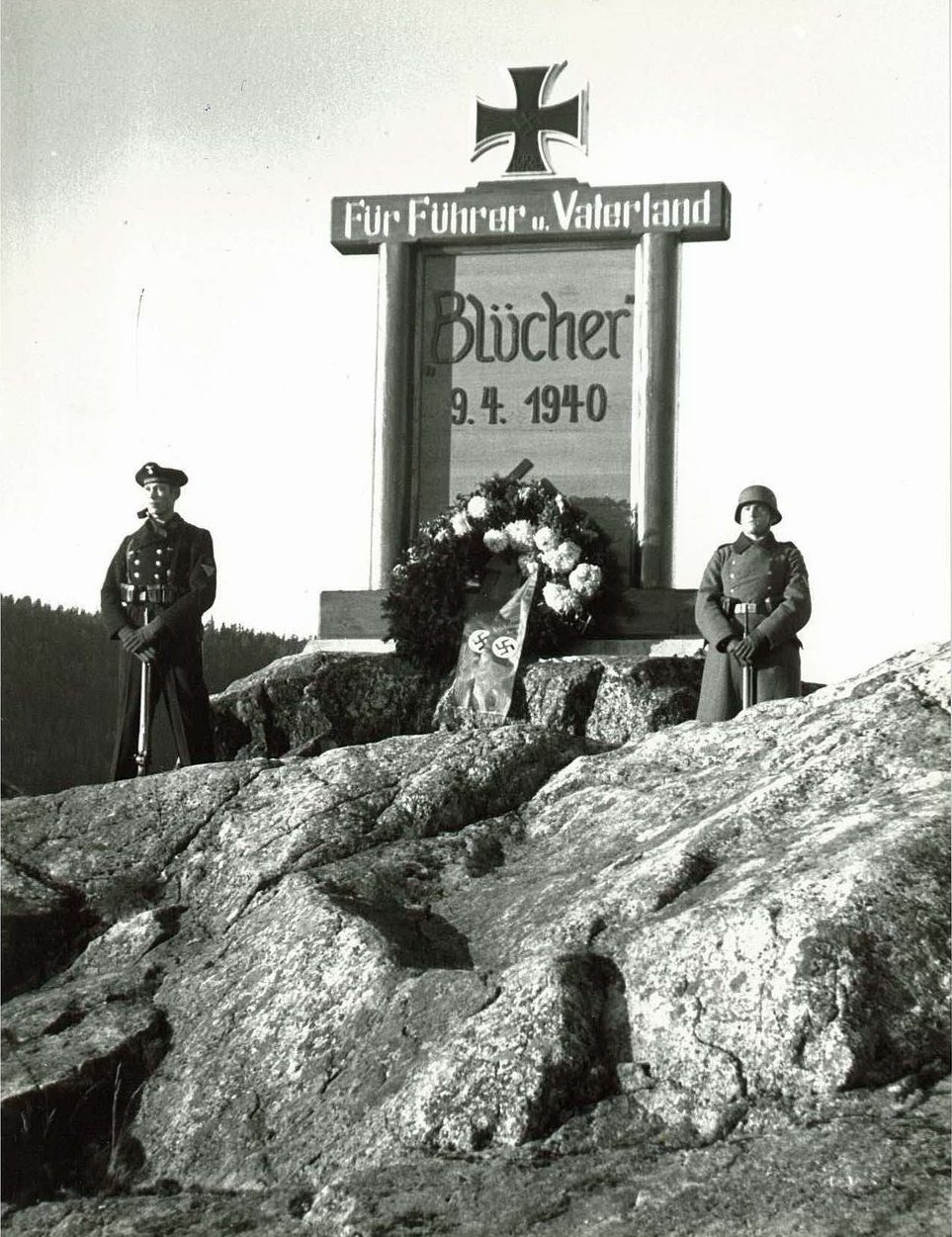
Emlékmű a háború idején
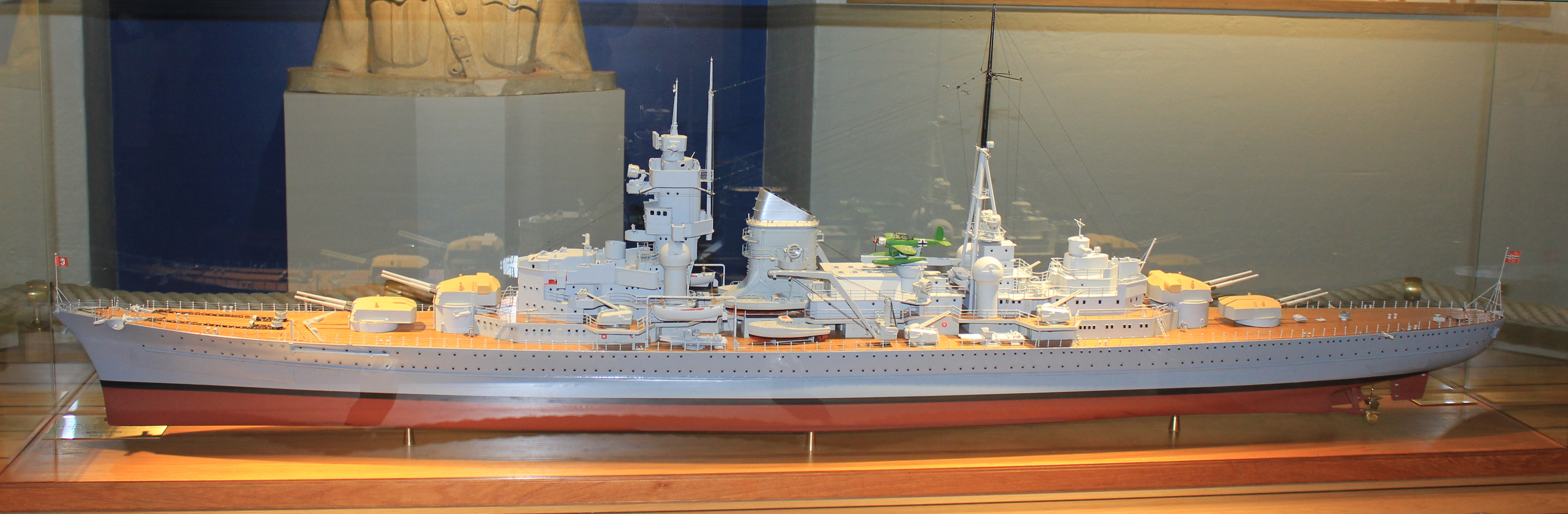
A Blücher Oscarsborg Múzeumban kiállított modellje
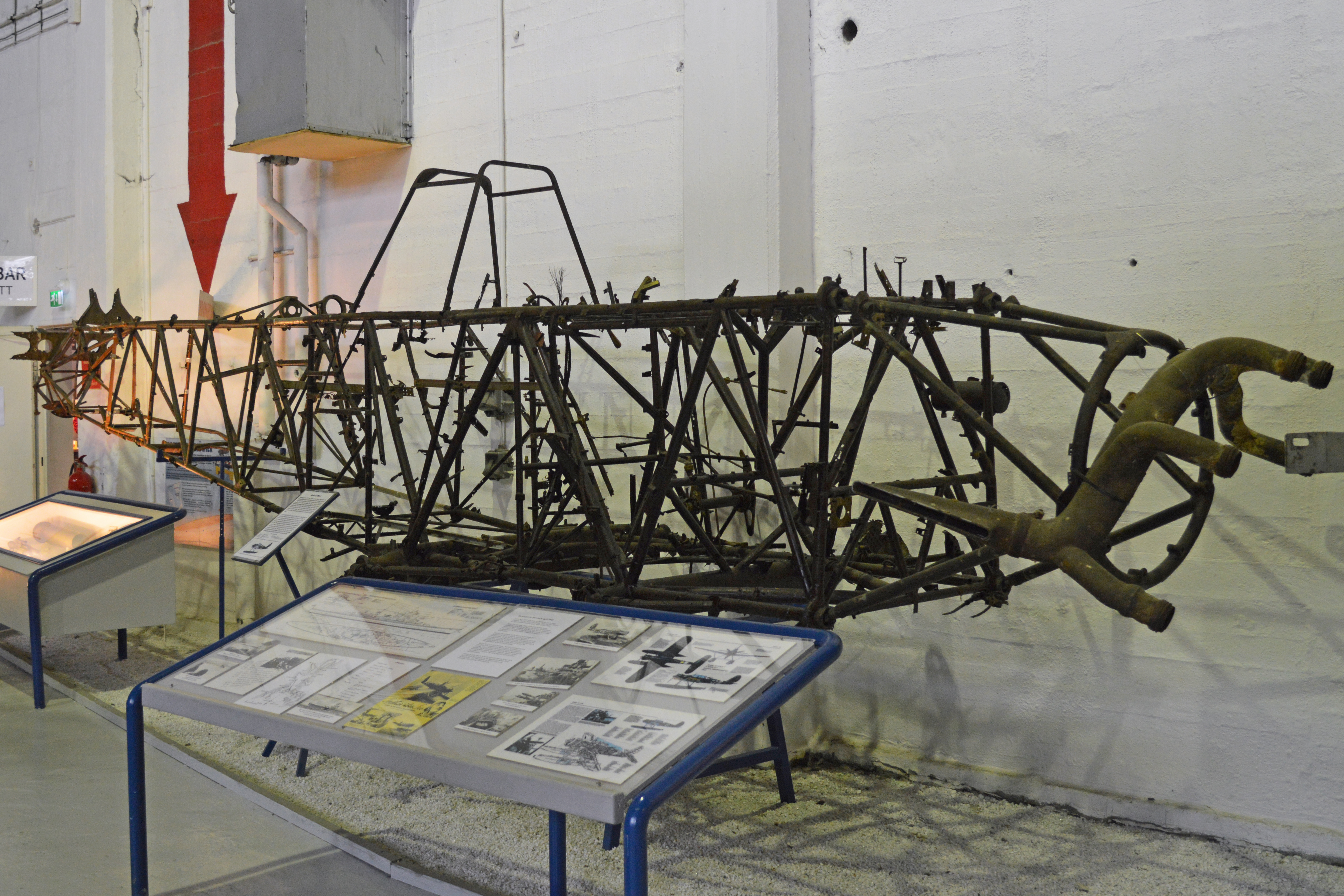
Az egyik Arado maradványai
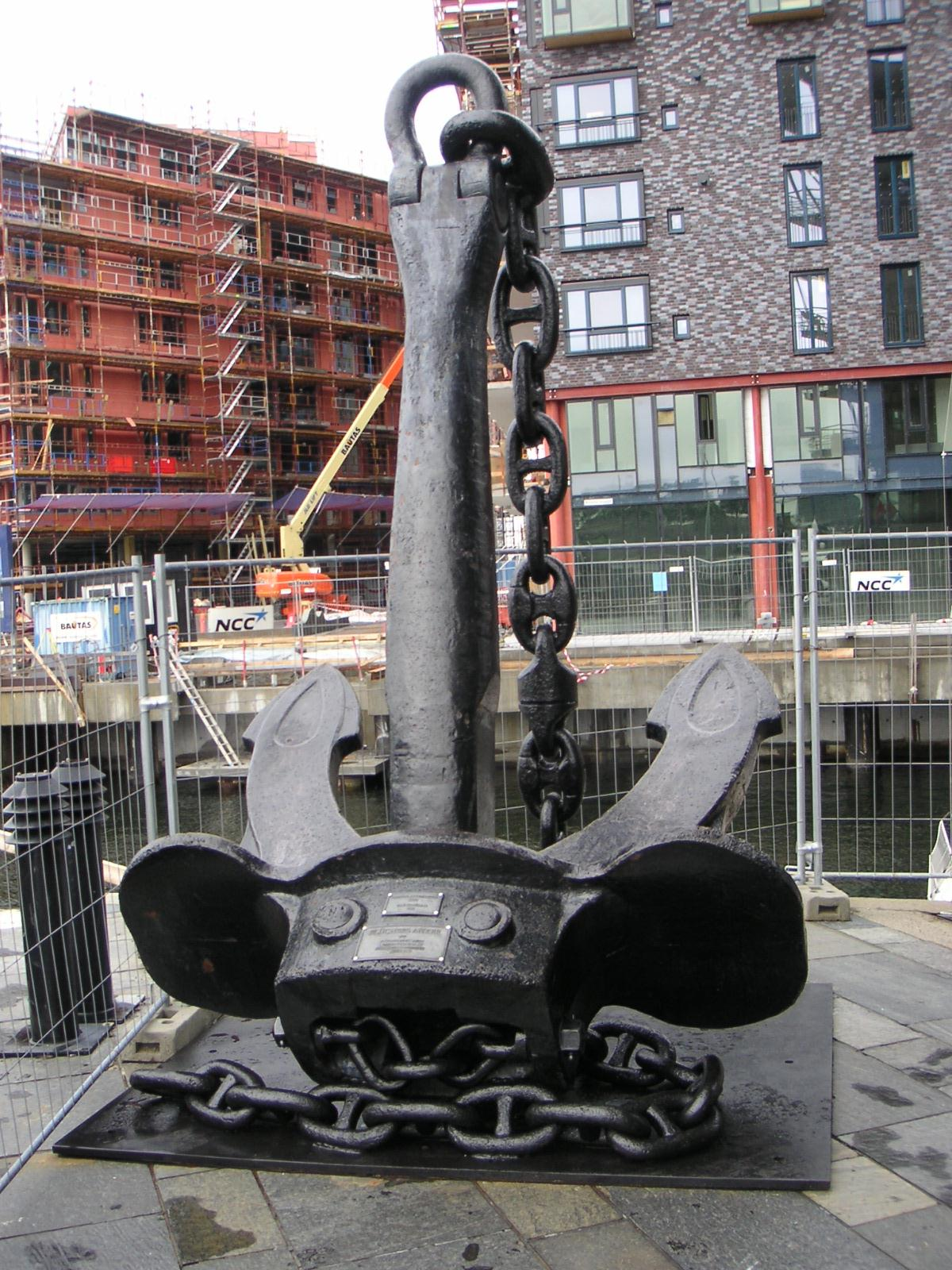
A cirkáló egyik horgonya Aker Bryggében (Oslo)

## Fordítás
- Ez a szócikk részben vagy egészben  a   German cruiser Blücher című angol Wikipédia-szócikk ezen változatának fordításán alapul.  Az eredeti cikk szerkesztőit annak laptörténete sorolja fel. Ez a jelzés csupán a megfogalmazás eredetét és a szerzői jogokat jelzi, nem szolgál a cikkben szereplő információk forrásmegjelöléseként.
- Ez a szócikk részben vagy egészben  a   Blücher (Schiff, 1939) című német Wikipédia-szócikk ezen változatának fordításán alapul.  Az eredeti cikk szerkesztőit annak laptörténete sorolja fel. Ez a jelzés csupán a megfogalmazás eredetét és a szerzői jogokat jelzi, nem szolgál a cikkben szereplő információk forrásmegjelöléseként.

## Kapcsolódó olvasmányok
- Whitley, M. J.. German Cruisers of World War Two. Annapolis: Naval Institute Press (1987). ISBN 978-0-87021-217-8

## Dokumentumfilmek, animációk
- Weserübung and the sinking of ”The Blücher”, told from where it all happened. Oscarsborg museer YouTube-csatorna, 2023. október 19. (Hozzáférés: 2024. november 18.) (idegenvezetői előadás)

- Sinking of Blücher - The Battle of Drøbak Sound (Norway) Animated. „The Warline” YouTube-csatorna, 2022. október 27. (Hozzáférés: 2024. november 18.)